# Elecciones provinciales de Santa Fe de 2023
Las elecciones generales de la provincia de Santa Fe de 2023 se realizaron el domingo 10 de septiembre, con el objetivo de renovar los cargos de Gobernador y Vicegobernador, así como 19 senadores y 50 diputados provinciales. Las elecciones de Diputados y Senadores Nacionales se realizarán en octubre de 2023, en conjunto con las elecciones presidenciales.

## Cronograma electoral
El camino a las elecciones del 10 de septiembre está jalonado por una serie de eventos que integran tanto el cronograma de la elección establecido por el gobierno provincial bajo el decreto 0236/2023 publicado el 16 de febrero.
| Fecha            | Suceso                                                                                   |
| ---------------- | ---------------------------------------------------------------------------------------- |
| 14 de marzo      | Cierre de padrones provisorios                                                           |
| 17 de abril      | Fin plazo para la exhibición de padrones provisorios                                     |
| 17 de abril      | Fin plazo para la comunicación de inhabilitaciones                                       |
| 2 de mayo        | Fin plazo para presentación de impugnaciones o tachas y reclamos de electores            |
| 5 de mayo        | Cierre registros de afiliados                                                            |
| 7 de mayo        | Fin plazo de presentación para el reconocimiento de alianzas                             |
| 12 de mayo       | Fin plazo de inscripción de precandidatos ante las autoridades partidarias               |
| 14 de mayo       | Fin plazo de aprobación/observación de listas por autoridades partidarias                |
| 15 de mayo       | Fin plazo para la presentación de listas aprobadas ante el TEP                           |
| 17 de mayo       | Fin plazo para exhibición en lugares públicos de nómina de electores impugnados          |
| 20 de mayo       | Plazo para presentar de adhesiones y solicitud de oficialización de listas ante el TEP   |
| 20 de mayo       | Fin plazo para la designación de responsable económico, financiero y político            |
| 27 de mayo       | Fin plazo para efectuar descargo de electores impugnados                                 |
| 30 de mayo       | Fin plazo para la oficialización de listas                                               |
| 30 de mayo       | Plazo para la presentación de símbolos, emblemas, figuras partidarias y fotografías      |
| 4 de junio       | Realización sorteo número orden de ubicación                                             |
| 16 de junio      | Fin plazo para entregar al PE modelo de boleta única oficializada                        |
| 16 de junio      | Auditoría de software                                                                    |
| 16 de junio      | Fin plazo padrones impresos y encuadernados. Designación de locales y ubicación de mesas |
| 16 de junio      | Fin plazo nombramiento de autoridades de mesa                                            |
| 16 de junio      | Inicio de campaña electoral para las P.A.S.O.                                            |
| 26 de junio      | Inicio campaña electoral radiofónica y audiovisual                                       |
| 1 de julio       | Inicio plazo de prohibición publicidad y actos de gobierno                               |
| 11 de julio      | Inicio plazo de prohibición de publicar encuestas o sondeos electorales                  |
| 14 de julio      | Fin plazo para realizar campaña electoral                                                |
| 16 de julio      | Elecciones primarias                                                                     |
| 18 de julio      | Inicio escrutinio definitivo                                                             |
| 23 de julio      | Fin plazo para la presentación de símbolos, emblemas, figuras partidarias y fotografías  |
| 11 de agosto     | Inicio campaña electoral                                                                 |
| 11 de agosto     | Fin plazo padrones impresos y encuadernados. Designación de locales y ubicación de mesas |
| 11 de agosto     | Fin plazo para ratificación/nombramiento de autoridades de mesa                          |
| 11 de agosto     | Auditoría de software                                                                    |
| 11 de agosto     | Fin plazo para entregar al PE modelo de boleta única oficializada                        |
| 15 de agosto     | Fin plazo para presentación de rendición de cuentas gastos de campaña P.A.S.O.           |
| 16 de agosto     | Inicio de publicidad electoral, radiofónica y audiovisual                                |
| 26 de agosto     | Inicio plazo de prohibición publicidad y actos de gobierno                               |
| 5 de septiembre  | Inicio plazo de prohibición de publicar encuestas o sondeos electorales                  |
| 8 de septiembre  | Fin plazo para realizar campaña electoral                                                |
| 10 de septiembre | Elecciones generales                                                                     |
| 12 de septiembre | Inicio escrutinio definitivo                                                             |
| 14 de septiembre | Fin plazo para justificación de la no emisión del sufragio P.A.S.O.                      |
| 10 de octubre    | Fin plazo para presentación de rendición de cuentas gastos de campaña Generales          |
| 9 de noviembre   | Fin plazo para la justificación de la no emisión del sufragio Generales                  |
| 10 de diciembre  | Asunción del gobernador electo                                                           |

## Candidaturas
| Logo                                         | Logo                                         | Partido / Alianza                              | Partidos en la alianza | Lista             | Candidato a gobernador                                                               | Candidato a gobernador                                                               | Candidato a vicegobernador | Candidato a vicegobernador |
| -------------------------------------------- | -------------------------------------------- | ---------------------------------------------- | --- | ----------------- | ------------------------------------------------------------------------------------ | ------------------------------------------------------------------------------------ | -------------------------- | -------------------------- |
|                                              |                                              | Unidos para Cambiar Santa Fe                   | Ver partidos: - Unión Cívica Radical - Partido Demócrata Progresista - Partido Nacionalista Constitucional - UNIR - Partido Socialista - Propuesta Republicana - Generación para un Encuentro Nacional - Encuentro Republicano Federal - Unión del Centro Democrático - Frente para el Cambio - Creo - Unidos - Una Nueva Oportunidad (UNO) - Santa Fe Puede Más - Somos Cañada | Santa Fe Puede    |                                                                                      | Maximiliano Pullaro                                                                  |                            | Gisela Scaglia             |
| - Diputado Provincial (2019-2023)            | - Diputado Provincial (2019-2023)            | Unidos para Cambiar Santa Fe                   | Ver partidos: - Unión Cívica Radical - Partido Demócrata Progresista - Partido Nacionalista Constitucional - UNIR - Partido Socialista - Propuesta Republicana - Generación para un Encuentro Nacional - Encuentro Republicano Federal - Unión del Centro Democrático - Frente para el Cambio - Creo - Unidos - Una Nueva Oportunidad (UNO) - Santa Fe Puede Más - Somos Cañada | Santa Fe Puede    | - Diputada nacional por Santa Fe (2013-2021)                                         | - Diputada nacional por Santa Fe (2013-2021)                                         |                            |                            |
|                                              |                                              | Juntos Avancemos                               | Ver partidos: - Partido Justicialista - Frente Grande - Partido Solidario - Instrumento Electoral por la Unidad Popular - Partido Fe - Compromiso Federal - Patria Grande - Partido Progreso Social - Santafesino Cien por Ciento - Confluencia Santafesina - Producción, Trabajo y Desarrollo - Frente Renovador Santa Fe - Abrazo Solidario - Firmat Futura - Ahora Sí Funes  | Elijo Hacer       |                                                                                      | Marcelo Lewandowski                                                                  |                            | Silvina Patricia Frana     |
| - Senador nacional por Santa Fe (desde 2021) | - Senador nacional por Santa Fe (desde 2021) | Juntos Avancemos                               | Ver partidos: - Partido Justicialista - Frente Grande - Partido Solidario - Instrumento Electoral por la Unidad Popular - Partido Fe - Compromiso Federal - Patria Grande - Partido Progreso Social - Santafesino Cien por Ciento - Confluencia Santafesina - Producción, Trabajo y Desarrollo - Frente Renovador Santa Fe - Abrazo Solidario - Firmat Futura - Ahora Sí Funes  | Elijo Hacer       | - Ministra de Infraestructura, Servicios Públicos y Hábitat de Santa Fe (desde 2019) | - Ministra de Infraestructura, Servicios Públicos y Hábitat de Santa Fe (desde 2019) |                            |                            |
|                                              |                                              | Viva la Libertad                               | Ver partidos: - Unión Celeste y Blanco - Vida y Familia - Inspirar - MAC-Misión, Acción y Compromiso - MAC-Fray Luis Beltrán - MAC-Totoras - MAC-Capitán Bermudez - MAC-Puerto General San Martín | Inspirar          |                                                                                      | Edelvino Luis Bodoira                                                                |                            | Nora Lucía Sánchez         |
| - Abogado                                    | - Abogado                                    | Viva la Libertad                               | Ver partidos: - Unión Celeste y Blanco - Vida y Familia - Inspirar - MAC-Misión, Acción y Compromiso - MAC-Fray Luis Beltrán - MAC-Totoras - MAC-Capitán Bermudez - MAC-Puerto General San Martín | Inspirar          | - Pastora Evangelista                                                                | - Pastora Evangelista                                                                |                            |                            |
|                                              |                                              | Frente de Izquierda y de Trabajadores - Unidad | Ver partidos: - Movimiento Socialista de los Trabajadores - Izquierda por una Opción Socialista - Partido Obrero - La Izquierda de los Trabajadores | Unir la Izquierda |                                                                                      | Carla Deiana                                                                         |                            | Mauricio Rolando Acosta    |
| - Socióloga                                  | - Socióloga                                  | Frente de Izquierda y de Trabajadores - Unidad | Ver partidos: - Movimiento Socialista de los Trabajadores - Izquierda por una Opción Socialista - Partido Obrero - La Izquierda de los Trabajadores | Unir la Izquierda | - Chofer de Sies 107                                                                 | - Chofer de Sies 107                                                                 |                            |                            |

### Elecciones primarias
Estos precandidatos fueron superados en las elecciones internas por otra lista del mismo partido, por lo que no participaron de las elecciones generales:
| Logo                                          | Logo                                          | Partido / Alianza                              | Partidos en la alianza | Lista                              | Precandidato a gobernador                          | Precandidato a gobernador                          | Precandidato a vicegobernador | Precandidato a vicegobernador |
| --------------------------------------------- | --------------------------------------------- | ---------------------------------------------- | --- | ---------------------------------- | -------------------------------------------------- | -------------------------------------------------- | ----------------------------- | ----------------------------- |
|                                               |                                               | Unidos para Cambiar Santa Fe                   | Ver partidos: - Unión Cívica Radical - Partido Demócrata Progresista - Partido Nacionalista Constitucional - UNIR - Partido Socialista - Propuesta Republicana - Generación para un Encuentro Nacional - Encuentro Republicano Federal - Unión del Centro Democrático - Frente para el Cambio - Creo - Unidos - Una Nueva Oportunidad (UNO) - Santa Fe Puede Más - Somos Cañada | Es con Vos                         |                                                    | Carolina Losada                                    |                               | Federico Angelini             |
| - Senadora nacional por Santa Fe (desde 2021) | - Senadora nacional por Santa Fe (desde 2021) | Unidos para Cambiar Santa Fe                   | Ver partidos: - Unión Cívica Radical - Partido Demócrata Progresista - Partido Nacionalista Constitucional - UNIR - Partido Socialista - Propuesta Republicana - Generación para un Encuentro Nacional - Encuentro Republicano Federal - Unión del Centro Democrático - Frente para el Cambio - Creo - Unidos - Una Nueva Oportunidad (UNO) - Santa Fe Puede Más - Somos Cañada | Es con Vos                         | - Diputado nacional por Santa Fe (desde 2019)      | - Diputado nacional por Santa Fe (desde 2019)      |                               |                               |
| Adelante                                      |                                               | Unidos para Cambiar Santa Fe                   | Ver partidos: - Unión Cívica Radical - Partido Demócrata Progresista - Partido Nacionalista Constitucional - UNIR - Partido Socialista - Propuesta Republicana - Generación para un Encuentro Nacional - Encuentro Republicano Federal - Unión del Centro Democrático - Frente para el Cambio - Creo - Unidos - Una Nueva Oportunidad (UNO) - Santa Fe Puede Más - Somos Cañada | Mónica Fein                        |                                                    | Eugenio Fernández                                  |                               |                               |
| Adelante                                      | - Diputada nacional por Santa Fe (desde 2021) | - Diputada nacional por Santa Fe (desde 2021)  | Ver partidos: - Unión Cívica Radical - Partido Demócrata Progresista - Partido Nacionalista Constitucional - UNIR - Partido Socialista - Propuesta Republicana - Generación para un Encuentro Nacional - Encuentro Republicano Federal - Unión del Centro Democrático - Frente para el Cambio - Creo - Unidos - Una Nueva Oportunidad (UNO) - Santa Fe Puede Más - Somos Cañada | - Periodista                       | - Periodista                                       |                                                    |                               |                               |
|                                               |                                               | Juntos Avancemos                               | Ver partidos: - Partido Justicialista - Frente Grande - Partido Solidario - Instrumento Electoral por la Unidad Popular - Partido Fe - Compromiso Federal - Patria Grande - Partido Progreso Social - Santafesino Cien por Ciento - Confluencia Santafesina - Producción, Trabajo y Desarrollo - Frente Renovador Santa Fe - Abrazo Solidario - Firmat Futura - Ahora Sí Funes  | Unidad Ciudadana                   |                                                    | Marcos Cleri                                       |                               | Alejandra del Huerto Obeid    |
| - Diputado nacional por Santa Fe (desde 2019) | - Diputado nacional por Santa Fe (desde 2019) | Juntos Avancemos                               | Ver partidos: - Partido Justicialista - Frente Grande - Partido Solidario - Instrumento Electoral por la Unidad Popular - Partido Fe - Compromiso Federal - Patria Grande - Partido Progreso Social - Santafesino Cien por Ciento - Confluencia Santafesina - Producción, Trabajo y Desarrollo - Frente Renovador Santa Fe - Abrazo Solidario - Firmat Futura - Ahora Sí Funes  | Unidad Ciudadana                   | - Diputado nacional por Santa Fe (desde 2019)      | - Diputado nacional por Santa Fe (desde 2019)      |                               |                               |
| Un Futuro Sin Miedo                           |                                               | Juntos Avancemos                               | Ver partidos: - Partido Justicialista - Frente Grande - Partido Solidario - Instrumento Electoral por la Unidad Popular - Partido Fe - Compromiso Federal - Patria Grande - Partido Progreso Social - Santafesino Cien por Ciento - Confluencia Santafesina - Producción, Trabajo y Desarrollo - Frente Renovador Santa Fe - Abrazo Solidario - Firmat Futura - Ahora Sí Funes  | Eduardo Toniolli                   |                                                    | Leticia Beatriz Quagliaro                          |                               |                               |
| Un Futuro Sin Miedo                           | - Diputado nacional por Santa Fe (desde 2021) | - Diputado nacional por Santa Fe (desde 2021)  | Ver partidos: - Partido Justicialista - Frente Grande - Partido Solidario - Instrumento Electoral por la Unidad Popular - Partido Fe - Compromiso Federal - Patria Grande - Partido Progreso Social - Santafesino Cien por Ciento - Confluencia Santafesina - Producción, Trabajo y Desarrollo - Frente Renovador Santa Fe - Abrazo Solidario - Firmat Futura - Ahora Sí Funes  | - Presidenta de Unidad Popular     | - Presidenta de Unidad Popular                     |                                                    |                               |                               |
| Unamos Fuerzas                                |                                               | Juntos Avancemos                               | Ver partidos: - Partido Justicialista - Frente Grande - Partido Solidario - Instrumento Electoral por la Unidad Popular - Partido Fe - Compromiso Federal - Patria Grande - Partido Progreso Social - Santafesino Cien por Ciento - Confluencia Santafesina - Producción, Trabajo y Desarrollo - Frente Renovador Santa Fe - Abrazo Solidario - Firmat Futura - Ahora Sí Funes  | Leandro Busatto                    |                                                    | Alejandra Gómez Sáenz                              |                               |                               |
| Unamos Fuerzas                                | - Diputado Provincial (desde 2015)            | - Diputado Provincial (desde 2015)             | Ver partidos: - Partido Justicialista - Frente Grande - Partido Solidario - Instrumento Electoral por la Unidad Popular - Partido Fe - Compromiso Federal - Patria Grande - Partido Progreso Social - Santafesino Cien por Ciento - Confluencia Santafesina - Producción, Trabajo y Desarrollo - Frente Renovador Santa Fe - Abrazo Solidario - Firmat Futura - Ahora Sí Funes  | - Concejala de Rosario (2017-2021) | - Concejala de Rosario (2017-2021)                 |                                                    |                               |                               |
|                                               |                                               | Frente de Izquierda y de Trabajadores - Unidad | Ver partidos: - Movimiento Socialista de los Trabajadores - Izquierda por una Opción Socialista - Partido Obrero - La Izquierda de los Trabajadores | Fortalecer la Izquierda            |                                                    | Octavio Crivaro                                    |                               | Daniela Judith Vergara        |
| - Sociólogo                                   | - Sociólogo                                   | Frente de Izquierda y de Trabajadores - Unidad | Ver partidos: - Movimiento Socialista de los Trabajadores - Izquierda por una Opción Socialista - Partido Obrero - La Izquierda de los Trabajadores | Fortalecer la Izquierda            | - Secretaría de Derechos Humanos de Amsafe-Rosario | - Secretaría de Derechos Humanos de Amsafe-Rosario |                               |                               |

Estos precandidatos no recibieron al menos el 1,5% de los votos sobre los electores registrados en las elecciones primarias para pasar a las elecciones generales:
| Partido / Alianza | Partido / Alianza | Partidos en la alianza                                               | Lista               | Precandidato a gobernador | Precandidato a gobernador | Precandidato a vicegobernador | Precandidato a vicegobernador |
| ----------------- | ----------------- | -------------------------------------------------------------------- | ------------------- | ------------------------- | ------------------------- | ----------------------------- | ----------------------------- |
|                   |                   | Partido sin alianza                                                  | Cambia Santa Fe     |                           | Eduardo Esteban Maradona  |                               | Gabriela Andrea Vecchio       |
|                   |                   | Partido sin alianza                                                  | Cambia Santa Fe     |                           |                           |                               |                               |
|                   | Escucharte        | Ver partidos: - Partido Federal - Frente Federal de Acción Solidaria | Escucharte Santa Fe |                           | Gustavo Ángel Marconato   |                               | Cristina Soledad Feria        |
|                   |                   | Ver partidos: - Partido Federal - Frente Federal de Acción Solidaria | Escucharte Santa Fe |                           |                           |                               |                               |
|                   | Partido Moderado  | Partido sin alianza                                                  | Invencible          |                           | Walter Jesús Eiguren      |                               | Graciela Elisabet Blanco      |
|                   |                   | Partido sin alianza                                                  | Invencible          |                           |                           |                               |                               |

## Encuestas de opinión
| Fecha                            | Encuestadora            | Muestra |       |       |       |      |      | Otros | Blanco | Indecisos | Ventaja |
| -------------------------------- | ----------------------- | ------- | ----- | ----- | ----- | ---- | ---- | ----- | ------ | --------- | ------- |
| Fecha                            | Encuestadora            | Muestra |       |       |       |      |      | Otros | Blanco | Indecisos | Ventaja |
| 10 de septiembre de 2023         | Elecciones generales    | -       | 58,40 | 58,40 | 30,86 | 6,48 | 4,26 | -     | 4,72   | -         | 27,54   |
|                                  |                         |         |       |       |       |      |      |       |        |           |         |
| 1 - 4 de septiembre de 2023      | CB Consultora           | 1.049   | 43,6  | 43,6  | 23,3  | 7,0  | 2,2  | -     | 11,4   | 12,5      | 20,3    |
| 21 - 25 de agosto de 2023        | Doxa Data               | 1.550   | 50,5  | 50,5  | 27,2  | 3,2  | 2,9  | -     | -      | 16,2      | 23,3    |
|                                  |                         |         |       |       |       |      |      |       |        |           |         |
| 16 de julio de 2023              | Elecciones primarias    | -       | 63,05 | 63,05 | 27,93 | 3,02 | 2,72 | 3,28  | 6,74   | -         | 35,12   |
|                                  |                         |         |       |       |       |      |      |       |        |           |         |
| 8 - 11 de julio de 2023          | CB Consultora           | 1.619   | 52,2  | 52,2  | 28,1  | -    | 2    | 4     | 6,3    | 7,4       | 24,1    |
| 29 de junio - 3 de julio de 2023 | AIP Asociados           | 1.080   | 54    | 54    | 21,8  | -    | -    | 5,5   | -      | 18,7      | 32,2    |
| 17 - 19 de junio de 2023         | Innova                  | 1.800   | 44    | 44    | 33    | 3    | 5    | 4     | 5      | 7         | 11      |
| 22 de mayo - 8 de junio de 2023  | Management & Fit        | 1.800   | 41,1  | 41,1  | 27,5  | -    | 5,8  | -     | 7,1    | 18,4      | 13,6    |
| 1 - 6 de junio de 2023           | Espiral Consultores     | 900     | 47,5  | 47,5  | 31,5  | -    | 2,2  | -     | -      | 18,8      | 16      |
| 2 - 5 de junio de 2023           | Consultora Tendencias   | 2.506   | 45    | 45    | 20,3  | -    | 4,7  | 5,2   | 6,2    | 18,6      | 24,7    |
| 19 - 29 de mayo de 2023          | Nueva Comunicación      | 1.824   | 38,2  | 38,2  | 31    | -    | 3,3  | 5,6   | -      | 21,8      | 7,2     |
| 20 de marzo - 4 de abril de 2023 | Management & Fit        | -       | 36,8  | 36,8  | 24,6  | 12,2 | 1,3  | 7,8   | 5,8    | 9,3       | 12,2    |
| Marzo de 2023                    | Nueva Comunicación      | -       | 38,6  | 38,6  | 22,8  | 15,8 | 1,2  | 9,2   | -      | 12,4      | 15,8    |
| 6 - 10 de marzo de 2023          | CB Consultora           | 1.002   | 30,2  | 12    | 20,5  | 1,4  | -    | -     | 14,7   | 21,4      | 9,7     |
|                                  |                         |         |       |       |       |      |      |       |        |           |         |
| 14 de noviembre de 2021          | Elecciones legislativas | -       | 40,32 | 12,25 | 31,36 | -    | 2,15 | 13,94 | 3,34   | -         | 8,96    |

## Primarias

### Gobernador y vicegobernador
|  | 51,63 % |

|  | 63,12 % |

|  | 34,11 % |

|  | 14,25 % |

|  | 64,27 % |

|  | 27,96 % |

|  | 14,70 % |

|  | 11,15 % |

|  | 9,88 % |

|  | 3,02 % |

|  | 62,29 % |

|  | 2,71 % |

|  | 37,71 % |

|  | 1,94 % |

|  | 0,87 % |

|  | 0,38 % |

|  | 88,02 % |

|  | 4,36 % |

|  | 3,16 % |

|  | 62,77 % |

|  | 100 % |

### Cámara de Diputados
|  | 27,89 % |

|  | 37,47 % |

|  | 27,37 % |

|  | 21,68 % |

|  | 16,75 % |

|  | 2,54 % |

|  | 2,45 % |

|  | 1,30 % |

|  | 53,37 % |

|  | 31,30 % |

|  | 12,54 % |

|  | 9,81 % |

|  | 8,12 % |

|  | 7,90 % |

|  | 5,31 % |

|  | 2,06 % |

|  | 0,90 % |

|  | 12,17 % |

|  | 4,51 % |

|  | 43,39 % |

|  | 4,08 % |

|  | 42,82 % |

|  | 13,79 % |

|  | 2,97 % |

|  | 82,77 % |

|  | 2,55 % |

|  | 13,07 % |

|  | 4,17 % |

|  | 2,37 % |

|  | 52,02 % |

|  | 1,53 % |

|  | 47,98 % |

|  | 0,60 % |

|  | 58,07 % |

|  | 0,46 % |

|  | 41,93 % |

|  | 52,82 % |

|  | 6,02 % |

|  | 3,93 % |

|  | 62,77 % |

|  | 100 % |

## Generales

### Gobernador y vicegobernador
| Fórmula               | Fórmula               | Partido               | Partido                                        | Votos     | %     |
| Gobernador            | Vicegobernador        | Partido               | Partido                                        | Votos     | %     |
| --------------------- | --------------------- | --------------------- | ---------------------------------------------- | --------- | ----- |
| Maximiliano Pullaro   | Gisela Scaglia        |                       | Unidos para Cambiar Santa Fe                   | 1.031.964 | 58,47 |
| Marcelo Lewandowski   | Silvina Frana         |                       | Juntos Avancemos                               | 544.468   | 30,85 |
| Edelvino Bodoira      | Nora Sánchez          |                       | Viva La Libertad                               | 113.985   | 6,46  |
| Carla Deiana          | Mauricio Acosta       |                       | Frente de Izquierda y de Trabajadores - Unidad | 74.651    | 4,23  |
| Votos afirmativos     | Votos afirmativos     | Votos afirmativos     | Votos afirmativos                              | 1.765.068 | 91,95 |
| Votos en blanco       | Votos en blanco       | Votos en blanco       | Votos en blanco                                | 87.209    | 4,54  |
| Votos nulos           | Votos nulos           | Votos nulos           | Votos nulos                                    | 67.348    | 3,51  |
| Participación         | Participación         | Participación         | Participación                                  | 1.919.625 | 68,22 |
| Electores registrados | Electores registrados | Electores registrados | Electores registrados                          | 2.813.695 | 100   |
| Fuente:               |                       |                       |                                                |           |       |

### Cámara de Diputados
| Partido/Alianza       | Partido/Alianza                     | Votos     | %     | Bancas | Candidatos |
| --------------------- | ----------------------------------- | --------- | ----- | ------ | --- |
|                       | Unidos para Cambiar Santa Fe        | 573.639   | 33,05 | 28/50  | Ver candidatos: 1. Clara García (PS) 2. José Manuel Corral (UCR) 3. Dionisio Scarpín (UCR) 4. Rosana Laura Bellatti (PS) 5. Pablo Gustavo Farías (PS) 6. Silvana Rosina di Stefano (UCR) 7. Ximena García (PRO) 8. Joaquín Andrés Blanco (PS) 9. Marcelo Omar González (UCR) 10. Varinia Luciana Drisun (PS) 11. Ariel Esteban Bermúdez (CREO) 12. Lionella Cattalini (PS) 13. Astrid Carolina Andrea Hummel (PRO) 14. Antonio Bonfatti (PS) 15. Gisel Mahmud (PS) 16. Arnaldo Walter Ghione (UNO) 17. María Ximena Sola (UCR) 18. Leonardo Gabriel Calaianov (PS) 19. Sofía María Galnares (UCR) 20. Martín Pablo Rosúa (UCR) 21. Rubén Darío Galassi (PS) 22. María del Rosario Mancini (PS) 23. Fabián Lionel Bastia (UCR) 24. María Fernanda Castellani (UCR) 25. Mariano Rafael Cuvertino (PS) 26. Jimena Guadalupe Senn (UCR) 27. Sergio Javier Rojas (PS) 28. Sofía Victoria Masutti (PS) |
|                       | Juntos Avancemos                    | 484.161   | 27,90 | 10/50  | Ver candidatos: 1. Omar Perotti 2. Sonia Felisa Martorano 3. Miguel Elías Rabbia 4. Celia Arena 5. Alejandra Rodenas 6. Walter Alfredo Agosto 7. Lucila de Ponti 8. Marcos Bernardo Corach 9. Juan José Piedrabuena 10. Verónica Cristina Porcelli de Baró Graf 11. Marianela Blangini 12. Daniel Aníbal Costamagna 13. Germán Andrés Bacarella 14. Erika María de Luján Gonnet 15. Cesira Arcando (FE) 16. Antonio Salinas 17. Juan Manuel Pusineri 18. Marina Andrea Baima 19. Jaquelina Ana Balangione 20. Hugo Marcelo Barros 21. Patricia Liliana Frausin 22. Oscar Martínez 23. Eliana Soledad Gramigna 24. Fernando Gabriel Mazziotta 25. Juliana Armendáriz 26. Alejandro Gabriel Gelfuso 27. Hugo Daniel Morzan 28. Alejandrina Belén Borgatta |
|                       | Unite por la Libertad y la Dignidad | 345.551   | 19,91 | 7/50   | Ver candidatos: 1. Amalia Granata 2. Emiliano José Peralta 3. Alicia Graciela Azanza 4. Edgardo Rubén Porfiri 5. Beatriz Ana Brouwer 6. Omar Julio Paredes 7. Silvia Adalgisa Malfesi (PL) 8. José Daniel Machado 9. Carolina Fernanda Sánchez 10. Iván Adrián Gisbert 11. Gisela Ivon Barranco 12. Diego Ariel Romero Mansur 13. Ivana María Svetcoff 14. Leandro Depetris 15. Patricia Andrea Sánchez 16. Ángel Rodrigo Trucco 17. Anabela Pais 18. Augusto Oscar Labath 19. Ornella Rossi 20. Marcos Bortolussi 21. Melina Gisel Moyano 22. Agustín Emanuel Feccia 23. Daiana Noelia Dicostanzo 24. Cristian Ariel Grillo 25. Yanina Anastasia Elsa Frezza 26. Miguel Enrique Montes 27. Fabiana Ayelén Cabral 28. Enzo Rubén Marozzi |
|                       | Frente Amplio por la Soberanía      | 132.278   | 7,62  | 3/50   | Ver candidatos: 1. Carlos del Frade (SP) 2. Claudia Elisabeth Balague (PS) 3. Claudio Fabián Palo Oliver (UCR) 4. Mercedes Meier (PTP-PCR) 5. Gustavo Humberto Gamboa (SI) 6. Silvia Marisa Bernal (PARES) 7. Sebastián Alejandro Monzón (LdS) 8. Gladys Mabel Sánchez 9. Mauricio José Cornaglia 10. Claudia Beatriz Barbieri 11. Claudio Heriberto Llera 12. Perla Irene Galiano 13. Alberto Javier Orellano 14. Irene Josefa López 15. Leocadio Fabián Sosa 16. Silvia Mabel González 17. Maximiliano Federico López 18. Mónica Ana Rovetto 19. Capisano Francisco Prola 20. María Sandra Muñoz 21. Neldo Fabio Schneider 22. Mariana Medina 23. Enrique José Serafini 24. Gabriela Elisabet Aranda Velázquez 25. Francisco Javier Ávalos 26. Débora Soledad Juárez 27. Adrián Gabriel Baroni 28. Lucila Paola Kessler                                                                        |
|                       | Viva la Libertad                    | 128.884   | 7,43  | 2/50   | Ver candidatos: 1. Juan Domingo Argañaraz 2. Natalia Armas Belavi 3. Cristina Luciani 4. Mauro Piva 5. René Pérez 6. María Mercedes Martínez Echenique 7. Esteban Daniel Morales 8. Griselda Lilian Quarin 9. Néstor Nicolás Fandos 10. Erika Celeste Portilla 11. Víctor José Sarnaglia 12. Sandra Noemí Juárez 13. Gabriela Alejandra Martínez 14. Félix Adelquis Basabilbaso 15. Luciano Exequiel Corti 16. Alicia Rosa Velázquez 17. Esteban Joel Alfaro 18. María Inés D'Angelo 19. Manuel Antonio Prediger 20. Gisela Weller 21. María Graciela Rosa Albin Mancini 22. Edgardo Daniel Spina 23. Juan Daniel Muro Bonora 24. Mónica Valeria Cianchetta 25. Luis Alberto Berrios Peralta 26. Esmeralda Beatriz Muller 27. Gustavo Andrés Rojkin 28. Florencia Joaquina Nicola |
|                       | Igualdad y Participación            | 70.980    | 4,09  | 0/50   | Ver candidatos: 1. Rubén Giustiniani 2. Agustina Micaela Donnet 3. Damián Verzeñassi 4. Ana Silvia Narvaiz 5. Sebastián Aroldo Pujato 6. Rosita Clara Teresa Bottassi 7. Leandro Ariel Migliori 8. Inés Lilian Manni 9. Ricardo Dosko 10. Brenda Rocío González 11. Diego Germán Molina 12. Vanina Soledad Sañudo 13. Ramón Omar Medina 14. Rosalía Sara Victory 15. Raúl Tomás Alcoba 16. Débora Alejandra Raynaud 17. Horacio René Ayala 18. Silvia Alejandra Fernández 19. Luciano Daniel Figueroa 20. Alejandra Guadalupe Carrizo 21. Lautaro Juan Gaiteri 22. Carina Beatriz Ortega 23. Rodolfo Alfredo Sponton 24. Cecilia Sofía Miranda 25. Ernesto Brunetto 26. Lucrecia Beatriz Aranda 27. Fabricio Diego Olobardi 28. Diana Emilia Sandoz |
| Votos afirmativos     | Votos afirmativos                   | 1.735.493 | 90,41 |        | |
| Votos en blanco       | Votos en blanco                     | 106.791   | 5,56  |        | |
| Votos nulos           | Votos nulos                         | 77.341    | 4,03  |        | |
| Participación         | Participación                       | 1.919.625 | 68,22 |        | |
| Electores registrados | Electores registrados               | 2.813.695 | 100   |        | |
| Fuente:               |                                     |           |       |        | |

### Cámara de Senadores
| Partido/Alianza       | Partido/Alianza                                | Votos     | %     | Bancas |
| --------------------- | ---------------------------------------------- | --------- | ----- | ------ |
|                       | Unidos para Cambiar Santa Fe                   | 890.846   | 51,55 | 13/19  |
|                       | Juntos Avancemos                               | 623.826   | 36,10 | 5/19   |
|                       | Viva La Libertad                               | 76.930    | 4,45  | 0/19   |
|                       | Frente de Izquierda y de Trabajadores - Unidad | 53.098    | 3,07  | 0/19   |
|                       | Coalición Cívica ARI                           | 44.009    | 2,55  | 0/19   |
|                       | Primero Santa Fe                               | 18.558    | 1,07  | 0/19   |
|                       | Unite por la Libertad y la Dignidad            | 10.678    | 0,62  | 1/19   |
|                       | Frente Amplio por la Soberanía                 | 5.356     | 0,31  | 0/19   |
|                       | Partido Demócrata Cristiano                    | 3.005     | 0,17  | 0/19   |
|                       | Escucharte                                     | 1.765     | 0,10  | 0/19   |
| Votos afirmativos     | Votos afirmativos                              | 1.728.071 | 90,02 |        |
| Votos en blanco       | Votos en blanco                                | 107.700   | 5,61  |        |
| Votos nulos           | Votos nulos                                    | 83.854    | 4,37  |        |
| Participación         | Participación                                  | 1.919.625 | 68,22 |        |
| Electores registrados | Electores registrados                          | 2.813.695 | 100   |        |
| Fuente:               |                                                |           |       |        |

#### Resultados por departamentos
| Belgrano 1 Senador                | Belgrano 1 Senador    | Belgrano 1 Senador                             | Belgrano 1 Senador | Belgrano 1 Senador |
| Candidato                         | Partido/Alianza       | Partido/Alianza                                | Votos              | %                  |
| --------------------------------- | --------------------- | ---------------------------------------------- | ------------------ | ------------------ |
| Pablo Horacio Verdecchia (UCR)    |                       | Unidos para Cambiar Santa Fe                   | 12.155             | 45,83              |
| Guillermo Mario Cornaglia         |                       | Juntos Avancemos                               | 11.364             | 42,84              |
| Alberto Crossetti (PJ)            |                       | Partido Demócrata Cristiano                    | 3.005              | 11,33              |
| Votos afirmativos                 | Votos afirmativos     | Votos afirmativos                              | 26.524             | 94,34              |
| Votos en blanco                   | Votos en blanco       | Votos en blanco                                | 927                | 3,30               |
| Votos nulos                       | Votos nulos           | Votos nulos                                    | 663                | 2,36               |
| Participación                     | Participación         | Participación                                  | 28.114             | 71,58              |
| Electores registrados             | Electores registrados | Electores registrados                          | 39.277             | 100                |
| Caseros 1 Senador                 |                       |                                                |                    |                    |
| Candidato                         | Partido/Alianza       | Partido/Alianza                                | Votos              | %                  |
| Eduardo Daniel Rosconi            |                       | Juntos Avancemos                               | 21.856             | 48,18              |
| Paola Gisela Forcada (UCR)        |                       | Unidos para Cambiar Santa Fe                   | 19.065             | 42,02              |
| Jorge Alberto López               |                       | Viva La Libertad                               | 3.195              | 7,04               |
| Luis Ramón Tisera                 |                       | Coalición Cívica ARI                           | 1.251              | 2,76               |
| Votos afirmativos                 | Votos afirmativos     | Votos afirmativos                              | 45.367             | 89,97              |
| Votos en blanco                   | Votos en blanco       | Votos en blanco                                | 3.111              | 6,17               |
| Votos nulos                       | Votos nulos           | Votos nulos                                    | 1.949              | 3,86               |
| Participación                     | Participación         | Participación                                  | 50.427             | 70,04              |
| Electores registrados             | Electores registrados | Electores registrados                          | 72.002             | 100                |
| Castellanos 1 Senador             |                       |                                                |                    |                    |
| Candidato                         | Partido/Alianza       | Partido/Alianza                                | Votos              | %                  |
| Alcides Lorenzo Calvo             |                       | Juntos Avancemos                               | 48.969             | 50,02              |
| Carolina Giusti (UCR)             |                       | Unidos para Cambiar Santa Fe                   | 37.569             | 38,38              |
| Carlos Padilla                    |                       | Viva La Libertad                               | 11.356             | 11,60              |
| Votos afirmativos                 | Votos afirmativos     | Votos afirmativos                              | 97.894             | 91,37              |
| Votos en blanco                   | Votos en blanco       | Votos en blanco                                | 6.063              | 5,66               |
| Votos nulos                       | Votos nulos           | Votos nulos                                    | 3.182              | 2,97               |
| Participación                     | Participación         | Participación                                  | 107.139            | 71,32              |
| Electores registrados             | Electores registrados | Electores registrados                          | 150.227            | 100                |
| Constitución 1 Senador            |                       |                                                |                    |                    |
| Candidato                         | Partido/Alianza       | Partido/Alianza                                | Votos              | %                  |
| Germán Eduardo Giacomino (UCR)    |                       | Unidos para Cambiar Santa Fe                   | 33.162             | 66,07              |
| Fulvio Monti                      |                       | Juntos Avancemos                               | 12.413             | 24,73              |
| Sergio Ariel Bacigalupe           |                       | Viva La Libertad                               | 4.619              | 9,20               |
| Votos afirmativos                 | Votos afirmativos     | Votos afirmativos                              | 50.194             | 90,45              |
| Votos en blanco                   | Votos en blanco       | Votos en blanco                                | 3.491              | 6,29               |
| Votos nulos                       | Votos nulos           | Votos nulos                                    | 1.810              | 3,26               |
| Participación                     | Participación         | Participación                                  | 55.495             | 72,73              |
| Electores registrados             | Electores registrados | Electores registrados                          | 76.307             | 100                |
| Garay 1 Senador                   |                       |                                                |                    |                    |
| Candidato                         | Partido/Alianza       | Partido/Alianza                                | Votos              | %                  |
| Germán Ariel Baumgartner (UCR)    |                       | Unidos para Cambiar Santa Fe                   | 7.414              | 51,64              |
| Carlos Alfredo Kaufmann           |                       | Juntos Avancemos                               | 6.942              | 48,36              |
| Votos afirmativos                 | Votos afirmativos     | Votos afirmativos                              | 14.356             | 95,72              |
| Votos en blanco                   | Votos en blanco       | Votos en blanco                                | 346                | 2,31               |
| Votos nulos                       | Votos nulos           | Votos nulos                                    | 296                | 1,97               |
| Participación                     | Participación         | Participación                                  | 14.998             | 75,74              |
| Electores registrados             | Electores registrados | Electores registrados                          | 19.801             | 100                |
| General López 1 Senador           |                       |                                                |                    |                    |
| Candidato                         | Partido/Alianza       | Partido/Alianza                                | Votos              | %                  |
| Lisandro Rudy Enrico (UCR)        |                       | Unidos para Cambiar Santa Fe                   | 81.852             | 81,76              |
| María Cristina Gómez              |                       | Juntos Avancemos                               | 18.263             | 18,24              |
| Votos afirmativos                 | Votos afirmativos     | Votos afirmativos                              | 100.115            | 91,47              |
| Votos en blanco                   | Votos en blanco       | Votos en blanco                                | 6.199              | 5,66               |
| Votos nulos                       | Votos nulos           | Votos nulos                                    | 3.143              | 2,87               |
| Participación                     | Participación         | Participación                                  | 109.457            | 65,77              |
| Electores registrados             | Electores registrados | Electores registrados                          | 166.426            | 100                |
| General Obligado 1 Senador        |                       |                                                |                    |                    |
| Candidato                         | Partido/Alianza       | Partido/Alianza                                | Votos              | %                  |
| Orfilio Eliseo José Marcón (UCR)  |                       | Unidos para Cambiar Santa Fe                   | 57.939             | 59,26              |
| Soledad Vanesa Zalazar            |                       | Juntos Avancemos                               | 29.921             | 30,60              |
| Daniel Alejandro Caramutti        |                       | Viva La Libertad                               | 9.909              | 10,14              |
| Votos afirmativos                 | Votos afirmativos     | Votos afirmativos                              | 97.769             | 90,50              |
| Votos en blanco                   | Votos en blanco       | Votos en blanco                                | 7.197              | 6,66               |
| Votos nulos                       | Votos nulos           | Votos nulos                                    | 3.069              | 2,84               |
| Participación                     | Participación         | Participación                                  | 108.035            | 70,48              |
| Electores registrados             | Electores registrados | Electores registrados                          | 153.291            | 100                |
| Iriondo 1 Senador                 |                       |                                                |                    |                    |
| Candidato                         | Partido/Alianza       | Partido/Alianza                                | Votos              | %                  |
| Hugo Jesús Rasetto (UCR)          |                       | Unidos para Cambiar Santa Fe                   | 27.253             | 69,60              |
| Raquel di Paola                   |                       | Juntos Avancemos                               | 8.365              | 21,36              |
| Claudia Lorena Cabrera            |                       | Viva La Libertad                               | 3.536              | 9,03               |
| Votos afirmativos                 | Votos afirmativos     | Votos afirmativos                              | 39.154             | 89,62              |
| Votos en blanco                   | Votos en blanco       | Votos en blanco                                | 2.891              | 6,62               |
| Votos nulos                       | Votos nulos           | Votos nulos                                    | 1.643              | 3,76               |
| Participación                     | Participación         | Participación                                  | 43.688             | 73,30              |
| Electores registrados             | Electores registrados | Electores registrados                          | 59.605             | 100                |
| La Capital 1 Senador              |                       |                                                |                    |                    |
| Candidato                         | Partido/Alianza       | Partido/Alianza                                | Votos              | %                  |
| Julio Francisco Garibaldi (PS)    |                       | Unidos para Cambiar Santa Fe                   | 125.331            | 46,11              |
| Marcos Antonio Castello           |                       | Juntos Avancemos                               | 100.684            | 37,04              |
| Eduardo Armas Belavi              |                       | Viva La Libertad                               | 27.216             | 10,01              |
| Saúl Perman                       |                       | Primero Santa Fe                               | 18.558             | 6,83               |
| Votos afirmativos                 | Votos afirmativos     | Votos afirmativos                              | 271.789            | 90,84              |
| Votos en blanco                   | Votos en blanco       | Votos en blanco                                | 14.455             | 4,83               |
| Votos nulos                       | Votos nulos           | Votos nulos                                    | 12.967             | 4,33               |
| Participación                     | Participación         | Participación                                  | 299.211            | 65,64              |
| Electores registrados             | Electores registrados | Electores registrados                          | 455.858            | 100                |
| Las Colonias 1 Senador            |                       |                                                |                    |                    |
| Candidato                         | Partido/Alianza       | Partido/Alianza                                | Votos              | %                  |
| Rubén Regis Pirola                |                       | Juntos Avancemos                               | 30.319             | 48,59              |
| Marcelo Heladio Dellaporta (PS)   |                       | Unidos para Cambiar Santa Fe                   | 26.227             | 42,03              |
| Natalia Baroni                    |                       | Viva La Libertad                               | 5.853              | 9,38               |
| Votos afirmativos                 | Votos afirmativos     | Votos afirmativos                              | 62.399             | 91,81              |
| Votos en blanco                   | Votos en blanco       | Votos en blanco                                | 3.426              | 5,04               |
| Votos nulos                       | Votos nulos           | Votos nulos                                    | 2.140              | 3,15               |
| Participación                     | Participación         | Participación                                  | 67.965             | 75,01              |
| Electores registrados             | Electores registrados | Electores registrados                          | 90.609             | 100                |
| Nueve de Julio 1 Senador          |                       |                                                |                    |                    |
| Candidato                         | Partido/Alianza       | Partido/Alianza                                | Votos              | %                  |
| Joaquín Raúl Horacio Gramajo (PJ) |                       | Unite por la Libertad y la Dignidad            | 8.008              | 43,91              |
| Enrique Alfredo Mualem            |                       | Juntos Avancemos                               | 7.252              | 39,77              |
| José Aníbal Asan                  |                       | Coalición Cívica ARI                           | 2.119              | 11,62              |
| Saida Asan (UCR)                  |                       | Unidos para Cambiar Santa Fe                   | 857                | 4,70               |
| Votos afirmativos                 | Votos afirmativos     | Votos afirmativos                              | 18.236             | 94,76              |
| Votos en blanco                   | Votos en blanco       | Votos en blanco                                | 613                | 3,19               |
| Votos nulos                       | Votos nulos           | Votos nulos                                    | 396                | 2,06               |
| Participación                     | Participación         | Participación                                  | 19.245             | 72,27              |
| Electores registrados             | Electores registrados | Electores registrados                          | 26.630             | 100                |
| Rosario 1 Senador                 |                       |                                                |                    |                    |
| Candidato                         | Partido/Alianza       | Partido/Alianza                                | Votos              | %                  |
| Ciro Ruperto Seisas (CREO)        |                       | Unidos para Cambiar Santa Fe                   | 315.627            | 52,30              |
| Lisandro Cavatorta                |                       | Juntos Avancemos                               | 201.225            | 33,35              |
| Gabriela Cecilia Meglio           |                       | Frente de Izquierda y de Trabajadores - Unidad | 48.754             | 8,08               |
| Antonella Oliveto                 |                       | Coalición Cívica ARI                           | 37.846             | 6,27               |
| Votos afirmativos                 | Votos afirmativos     | Votos afirmativos                              | 603.452            | 88,19              |
| Votos en blanco                   | Votos en blanco       | Votos en blanco                                | 39.995             | 5,85               |
| Votos nulos                       | Votos nulos           | Votos nulos                                    | 40.786             | 5,96               |
| Participación                     | Participación         | Participación                                  | 684.233            | 65,07              |
| Electores registrados             | Electores registrados | Electores registrados                          | 1.051.495          | 100                |
| San Cristóbal 1 Senador           |                       |                                                |                    |                    |
| Candidato                         | Partido/Alianza       | Partido/Alianza                                | Votos              | %                  |
| Felipe Michlig (UCR)              |                       | Unidos para Cambiar Santa Fe                   | 27.620             | 69,61              |
| José Luis Sánchez                 |                       | Juntos Avancemos                               | 12.061             | 30,39              |
| Votos afirmativos                 | Votos afirmativos     | Votos afirmativos                              | 39.681             | 90,86              |
| Votos en blanco                   | Votos en blanco       | Votos en blanco                                | 2.935              | 6,72               |
| Votos nulos                       | Votos nulos           | Votos nulos                                    | 1.058              | 2,42               |
| Participación                     | Participación         | Participación                                  | 43.674             | 72,55              |
| Electores registrados             | Electores registrados | Electores registrados                          | 60.201             | 100                |
| San Javier 1 Senador              |                       |                                                |                    |                    |
| Candidato                         | Partido/Alianza       | Partido/Alianza                                | Votos              | %                  |
| Oscar Alfredo Dolzani (UCR)       |                       | Unidos para Cambiar Santa Fe                   | 12.402             | 58,42              |
| José Baucero                      |                       | Juntos Avancemos                               | 8.827              | 41,58              |
| Votos afirmativos                 | Votos afirmativos     | Votos afirmativos                              | 21.229             | 94,70              |
| Votos en blanco                   | Votos en blanco       | Votos en blanco                                | 532                | 2,37               |
| Votos nulos                       | Votos nulos           | Votos nulos                                    | 655                | 2,92               |
| Participación                     | Participación         | Participación                                  | 22.416             | 80,68              |
| Electores registrados             | Electores registrados | Electores registrados                          | 27.785             | 100                |
| San Jerónimo 1 Senador            |                       |                                                |                    |                    |
| Candidato                         | Partido/Alianza       | Partido/Alianza                                | Votos              | %                  |
| Leonardo Andrés Diana (UCR)       |                       | Unidos para Cambiar Santa Fe                   | 28.862             | 61,90              |
| Danilo Hugo José Capitani         |                       | Juntos Avancemos                               | 17.767             | 38,10              |
| Votos afirmativos                 | Votos afirmativos     | Votos afirmativos                              | 46.629             | 91,48              |
| Votos en blanco                   | Votos en blanco       | Votos en blanco                                | 2.733              | 5,36               |
| Votos nulos                       | Votos nulos           | Votos nulos                                    | 1.608              | 3,15               |
| Participación                     | Participación         | Participación                                  | 50.970             | 72,95              |
| Electores registrados             | Electores registrados | Electores registrados                          | 69.873             | 100                |
| San Justo 1 Senador               |                       |                                                |                    |                    |
| Candidato                         | Partido/Alianza       | Partido/Alianza                                | Votos              | %                  |
| Rodrigo Leandro Borla (UCR)       |                       | Unidos para Cambiar Santa Fe                   | 15.472             | 61,03              |
| Santiago Felipoff                 |                       | Juntos Avancemos                               | 9.881              | 38,97              |
| Votos afirmativos                 | Votos afirmativos     | Votos afirmativos                              | 25.353             | 91,54              |
| Votos en blanco                   | Votos en blanco       | Votos en blanco                                | 1.303              | 4,70               |
| Votos nulos                       | Votos nulos           | Votos nulos                                    | 1.039              | 3,75               |
| Participación                     | Participación         | Participación                                  | 27.695             | 74,73              |
| Electores registrados             | Electores registrados | Electores registrados                          | 37.061             | 100                |
| San Lorenzo 1 Senador             |                       |                                                |                    |                    |
| Candidato                         | Partido/Alianza       | Partido/Alianza                                | Votos              | %                  |
| Armando Ramón Traferri            |                       | Juntos Avancemos                               | 42.471             | 42,38              |
| Iván Ariel Ludueña (UCR)          |                       | Unidos para Cambiar Santa Fe                   | 31.333             | 31,27              |
| Humberto Ariel Frette             |                       | Viva La Libertad                               | 11.246             | 11,22              |
| Juan Carlos Nobile                |                       | Frente Amplio por la Soberanía                 | 5.356              | 5,34               |
| María Silvia Remondino            |                       | Frente de Izquierda y de Trabajadores - Unidad | 4.344              | 4,33               |
| Mónica Liliana Fanti              |                       | Coalición Cívica ARI                           | 2.793              | 2,79               |
| Mariano Javier Barria             |                       | Unite por la Libertad y la Dignidad            | 2.670              | 2,66               |
| Votos afirmativos                 | Votos afirmativos     | Votos afirmativos                              | 100.213            | 88,25              |
| Votos en blanco                   | Votos en blanco       | Votos en blanco                                | 7.922              | 6,98               |
| Votos nulos                       | Votos nulos           | Votos nulos                                    | 5.416              | 4,77               |
| Participación                     | Participación         | Participación                                  | 113.551            | 72,72              |
| Electores registrados             | Electores registrados | Electores registrados                          | 156.139            | 100                |
| San Martín 1 Senador              |                       |                                                |                    |                    |
| Candidato                         | Partido/Alianza       | Partido/Alianza                                | Votos              | %                  |
| Esteban Federico Motta (UCR)      |                       | Unidos para Cambiar Santa Fe                   | 18.685             | 50,14              |
| Cristina Antonia Berra            |                       | Juntos Avancemos                               | 18.580             | 49,86              |
| Votos afirmativos                 | Votos afirmativos     | Votos afirmativos                              | 37.265             | 93,13              |
| Votos en blanco                   | Votos en blanco       | Votos en blanco                                | 1.658              | 4,14               |
| Votos nulos                       | Votos nulos           | Votos nulos                                    | 1.089              | 2,72               |
| Participación                     | Participación         | Participación                                  | 40.012             | 72,73              |
| Electores registrados             | Electores registrados | Electores registrados                          | 55.012             | 100                |
| Vera 1 Senador                    |                       |                                                |                    |                    |
| Candidato                         | Partido/Alianza       | Partido/Alianza                                | Votos              | %                  |
| Osvaldo Hugo Segundo Sosa         |                       | Juntos Avancemos                               | 16.666             | 54,73              |
| Reynaldo Fabbroni (UCR)           |                       | Unidos para Cambiar Santa Fe                   | 12.021             | 39,48              |
| Alexis Emanuel Llobel Vincze      |                       | Escucharte                                     | 1.765              | 5,80               |
| Votos afirmativos                 | Votos afirmativos     | Votos afirmativos                              | 30.452             | 91,45              |
| Votos en blanco                   | Votos en blanco       | Votos en blanco                                | 1.903              | 5,71               |
| Votos nulos                       | Votos nulos           | Votos nulos                                    | 945                | 2,84               |
| Participación                     | Participación         | Participación                                  | 33.300             | 72,24              |
| Electores registrados             | Electores registrados | Electores registrados                          | 46.096             | 100                |